# Eleições estaduais em Minas Gerais em 1978
As eleições estaduais em Minas Gerais em 1978 ocorreram em duas etapas conforme determinava o Pacote de Abril: em 1º de setembro houve a via indireta na qual a ARENA elegeu o governador Francelino Pereira, o vice-governador João Marques e o senador Murilo Badaró. A fase seguinte aconteceu em 15 de novembro a exemplo dos outros estados brasileiros e nela o MDB elegeu o senador Tancredo Neves enquanto a ARENA conseguiu a maioria das cadeiras dentre os 47 deputados federais e 71 estaduais que foram eleitos e nela os mineiros residentes no Distrito Federal escolheram seus representantes por força da Lei nº 6.091 de 15 de agosto de 1974.
Nascido em Angical do Piauí, o advogado Francelino Pereira residiu em Amarante, Teresina e Fortaleza antes de chegar a Belo Horizonte onde ingressou na Faculdade de Direito da Universidade Federal de Minas Gerais onde presidiu o Centro Acadêmico Afonso Pena. Eleito vereador em Belo Horizonte pela UDN em 1958, graduou-se um ano depois, prestou consultoria para a prefeitura da capital mineira, assessorou Rondon Pacheco, então secretário de Justiça, e o governador Magalhães Pinto. Eleito deputado federal em 1962, foi porta-voz do político do governo mineiro e com o bipartidarismo imposto pelo Regime Militar de 1964 filiou-se à ARENA e foi reeleito em 1966, 1970 e 1974. Eleito presidente nacional da legenda no dia 21 de setembro de 1975 em substituição a Petrônio Portela, estava no exercício do cargo quando o presidente Ernesto Geisel o escolheu governador de Minas Gerais.
Seu companheiro de chapa foi o advogado João Marques. Antes de ingressar na política o mesmo foi serventuário da Justiça e professor no Centro Universitário da Fundação Educacional Guaxupé. Originário do antigo PSD, é dono de um cartório em Contagem e após o bipartidarismo elegeu-se deputado estadual via ARENA em 1970 e 1974 sendo escolhido vice-governador de Minas Gerais em 1978.

## Resultado da eleição para governador
O Colégio Eleitoral de Minas Gerais possuía ao todo 1.512 membros dos quais 1.354 compareceram. Houve trinta e quatro abstenções e dois votos nulos na eleição para governador.
| Candidatos a governador do estado | Candidatos a vice-governador | Número | Coligação             | Votação | Percentual |
| --------------------------------- | ---------------------------- | ------ | --------------------- | ------- | ---------- |
| Francelino Pereira ARENA          | João Marques ARENA           | -      | ARENA (sem coligação) | 1.318   | 97,34%     |

## Biografia dos senadores eleitos

### Murilo Badaró
Natural de Minas Novas, o advogado Murilo Badaró formou-se na Universidade Federal de Minas Gerais em 1955. Filho de Francisco Badaró Júnior, integrou o PSD elegendo-se deputado estadual em 1958 e 1962. Após a outorga do bipartidarismo rumou para a ARENA e foi secretário de Governo a convite do governador Israel Pinheiro. Eleito deputado federal em 1966, 1970 e 1974, conquistou um mandato de senador por via indireta em 1978 do qual afastou-se nos últimos meses do governo João Figueiredo quando foi ministro da Indústria e Comércio.

### Tancredo Neves
O resultado da eleição direta para senador apontou a vitória de Tancredo Neves. Mineiro de São João del-Rei, graduou-se advogado em 1932 na Universidade Federal de Minas Gerais. Promotor de justiça, elegeu-se vereador em sua cidade natal em 1935, mas teve o mandato extinto por obra do Estado Novo. De volta à política através do PSD, foi eleito deputado estadual em 1947 e deputado federal em 1950. Durante o segundo governo Getúlio Vargas foi ministro da Justiça e nesse cargo presenciou os fatos que levaram ao suicídio do presidente. Encerrado o seu mandato apoiou a candidatura vitoriosa de Juscelino Kubitschek à presidência da República em 1955. Nos anos seguintes dirigiu a Carteira de Redescontos do Banco do Brasil e foi secretário de Fazenda no governo Bias Fortes. Derrotado por Magalhães Pinto na disputa pelo governo de Minas Gerais em 1960, foi, por um curto período, presidente do Banco Nacional de Desenvolvimento Econômico e Social. Mediante um acordo político que assegurou a posse de João Goulart como presidente da República, assumiu o cargo de primeiro-ministro em 8 de setembro de 1961 exercendo-o até 1962 quando foi eleito deputado federal. Consumada a vitória do Regime Militar de 1964 rumou para o MDB reelegendo-se em 1966, 1970 e 1974 e obteve um mandato de senador em 1978.

## Suplente efetivado

### Alfredo Campos
Natural de Abaeté, o pecuarista Alfredo Campos formou-se advogado pela Universidade Federal de Minas Gerais em 1967. Membro da UDN, integrou o governo Magalhães Pinto como oficial de gabinete da presidência do Instituto de Previdência dos Servidores do Estado de Minas Gerais. Vice-presidente da Confederação dos Servidores Públicos do Brasil, trabalhou na Fundação Mineira de Educação e Cultura. Procurador do MDB junto ao Tribunal Superior Eleitoral a partir de 1975, foi candidato a senador numa sublegenda do partido em 1978 e, ao final da apuração, tornou-se o primeiro suplente de Tancredo Neves, sendo efetivado com a eleição do mesmo para governador de Minas Gerais em 1982.

## Resultado da eleição para senador

### Mandato biônico de oito anos
Resultado correspondente à votação obtida no Colégio Eleitoral.
| Candidatos a senador da República | Candidatos a suplente de senador         | Número | Coligação             | Votação | Percentual |
| --------------------------------- | ---------------------------------------- | ------ | --------------------- | ------- | ---------- |
| Murilo Badaró ARENA               | Morvan Acaiaba ARENA Walter Passos ARENA | -      | ARENA (sem coligação) | 1.316   | 97,34%     |
| Fontes:                           |                                          |        |                       |         |            |

### Mandato direto de oito anos
Conforme o Tribunal Superior Eleitoral houve 3.405.374 votos nominais (76,35%), 656.165 votos em branco (14,71%) e 398.606 votos nulos (8,94%), resultando no comparecimento de 4.460.145 eleitores.
| Candidatos a senador da República | Candidatos a suplente de senador | Número | Coligação             | Votação   | Percentual |
| --------------------------------- | -------------------------------- | ------ | --------------------- | --------- | ---------- |
| Tancredo Neves MDB                | Aquiles Diniz MDB -              | -      | MDB (sublegenda um)   | 1.641.915 | 48,22%     |
| Fagundes Neto ARENA               | Ney Junqueira ARENA -            | -      | ARENA (em sublegenda) | 893.772   | 26,25%     |
| Israel Pinheiro Filho ARENA       | Pinheiro Chagas ARENA -          | -      | ARENA (em sublegenda) | 774.525   | 22,74%     |
| Alfredo Campos MDB                | Altair Lorenzato MDB -           | -      | MDB (sublegenda dois) | 95.162    | 2,79%      |
| Fontes:                           |                                  |        |                       |           |            |

## Deputados federais eleitos
São relacionados os candidatos eleitos com informações complementares da Câmara dos Deputados.

Representação eleita
  ARENA: 27
  MDB: 20

| Deputados federais eleitos | Partido | Votação | Percentual | Cidade onde nasceu      | Unidade federativa |
| Magalhães Pinto            | ARENA   | 139.137 |            | Santo Antônio do Monte  | Minas Gerais       |
| Newton Cardoso             | MDB     | 134.943 |            | Brumado                 | Bahia              |
| Maurício Campos            | ARENA   | 92.777  |            | Rio Pomba               | Minas Gerais       |
| Júnia Marise               | MDB     | 92.668  |            | Belo Horizonte          | Minas Gerais       |
| Hélio Garcia               | ARENA   | 84.085  |            | Santo Antônio do Amparo | Minas Gerais       |
| Ronan Tito                 | MDB     | 71.444  |            | Pratinha                | Minas Gerais       |
| Bias Fortes                | ARENA   | 70.629  |            | Barbacena               | Minas Gerais       |
| Homero Santos              | ARENA   | 70.059  |            | Uberlândia              | Minas Gerais       |
| Carlos Eloy                | MDB     | 69.821  |            | Pompéu                  | Minas Gerais       |
| Gerardo Renault            | ARENA   | 67.154  |            | Belo Horizonte          | Minas Gerais       |
| Antônio Dias               | ARENA   | 66.783  |            | Montes Claros           | Minas Gerais       |
| Jairo Magalhães            | ARENA   | 65.403  |            | Serro                   | Minas Gerais       |
| Tarcísio Delgado           | MDB     | 64.389  |            | Juiz de Fora            | Minas Gerais       |
| Sílvio Abreu Júnior        | MDB     | 64.189  |            | Juiz de Fora            | Minas Gerais       |
| José Machado               | ARENA   | 62.048  |            | Guanhães                | Minas Gerais       |
| Renato Azeredo             | MDB     | 61.082  |            | Sete Lagoas             | Minas Gerais       |
| Bonifácio de Andrada       | ARENA   | 59.645  |            | Barbacena               | Minas Gerais       |
| Christovam Chiaradia       | ARENA   | 57.420  |            | Córrego do Bom Jesus    | Minas Gerais       |
| Carlos Cotta               | MDB     | 57.088  |            | Dom Silvério            | Minas Gerais       |
| Delson Scarano             | ARENA   | 56.604  |            | São Tomás de Aquino     | Minas Gerais       |
| Paulino Cícero             | ARENA   | 55.593  |            | São Domingos do Prata   | Minas Gerais       |
| Vicente Guabiroba          | ARENA   | 55.480  |            | Itamarandiba            | Minas Gerais       |
| Jorge Vargas               | ARENA   | 54.675  |            | Paracatu                | Minas Gerais       |
| Ibrahim Abi-Ackel          | ARENA   | 54.653  |            | Manhumirim              | Minas Gerais       |
| Sérgio Ferrara             | MDB     | 52.957  |            | Belo Horizonte          | Minas Gerais       |
| Jorge Ferraz               | MDB     | 51.959  |            | Belo Horizonte          | Minas Gerais       |
| Humberto Souto             | ARENA   | 50.798  |            | Montes Claros           | Minas Gerais       |
| Melo Freire                | ARENA   | 50.611  |            | Passos                  | Minas Gerais       |
| Edgar Amorim               | MDB     | 47.458  |            | Cláudio                 | Minas Gerais       |
| Aécio Cunha                | ARENA   | 47.130  |            | Teófilo Otoni           | Minas Gerais       |
| Navarro Vieira Filho       | ARENA   | 45.733  |            | Botelhos                | Minas Gerais       |
| Telêmaco Pompei            | ARENA   | 44.705  |            | Muriaé                  | Minas Gerais       |
| Genival Tourinho           | MDB     | 44.197  |            | Montes Claros           | Minas Gerais       |
| João Herculino             | MDB     | 43.197  |            | Sete Lagoas             | Minas Gerais       |
| Raul Bernardo              | ARENA   | 42.839  |            | Belo Horizonte          | Minas Gerais       |
| Bento Gonçalves            | ARENA   | 40.884  |            | Matozinhos              | Minas Gerais       |
| Juarez Batista             | MDB     | 40.692  |            | Uberaba                 | Minas Gerais       |
| Batista Miranda            | ARENA   | 40.192  |            | Lajinha                 | Minas Gerais       |
| Nogueira de Rezende        | ARENA   | 39.283  |            | Conselheiro Lafaiete    | Minas Gerais       |
| Fued Dib                   | MDB     | 39.012  |            | Ituiutaba               | Minas Gerais       |
| Luiz Baccarini             | MDB     | 38.964  |            | São João del Rei        | Minas Gerais       |
| Castejon Branco            | ARENA   | 36.023  |            | Monte Santo de Minas    | Minas Gerais       |
| Dario Tavares              | ARENA   | 35.768  |            | Córrego Danta           | Minas Gerais       |
| Rosemburgo Romano          | MDB     | 35.255  |            | Guidoval                | Minas Gerais       |
| Luiz Leal                  | MDB     | 34.626  |            | Teófilo Otoni           | Minas Gerais       |
| Leopoldo Bessone           | MDB     | 32.901  |            | Belo Horizonte          | Minas Gerais       |
| Pimenta da Veiga           | MDB     | 31.326  |            | Belo Horizonte          | Minas Gerais       |
| Fontes:                    |         |         |            |                         |                    |

## Deputados estaduais eleitos
Foram escolhidos 71 deputados estaduais para a Assembleia Legislativa de Minas Gerais.

Representação eleita
  ARENA: 42
  MDB: 29

Fonteː
| Deputados estaduais eleitos | Partido | Votação | Percentual | Cidade onde nasceu   | Unidade federativa |
| José Laviola                | ARENA   | 62.828  |            | Muriaé               | Minas Gerais       |
| Mário Assad                 | ARENA   | 50.109  |            | Manhuaçu             | Minas Gerais       |
| José Santana de Vasconcelos | ARENA   | 48.567  |            | Alvinópolis          | Minas Gerais       |
| José Bonifácio Filho        | ARENA   | 48.220  |            | Belo Horizonte       | Minas Gerais       |
| Eurípedes Craide            | MDB     | 40.410  |            | Conquista            | Minas Gerais       |
| João Pinto Ribeiro          | MDB     | 40.324  |            | Belo Vale            | Minas Gerais       |
| Milton Sales                | ARENA   | 39.757  |            | Paraisópolis         | Minas Gerais       |
| Dênio Moreira               | ARENA   | 39.750  |            |                      |                    |
| Cleuber Carneiro            | ARENA   | 39.199  |            | Paratinga            | Minas Gerais       |
| Oscar Corrêa Júnior         | ARENA   | 38.837  |            | Belo Horizonte       | Minas Gerais       |
| João Ferraz                 | ARENA   | 38.728  |            |                      |                    |
| Raimundo Albergaria         | ARENA   | 37.453  |            |                      |                    |
| Euclides Cintra             | ARENA   | 36.790  |            |                      |                    |
| Ziza Valadares              | MDB     | 35.807  |            | Belo Horizonte       | Minas Gerais       |
| Narciso Michelli            | ARENA   | 34.234  |            |                      |                    |
| João Pedro Gustin           | ARENA   | 34.029  |            | Araraquara           | São Paulo          |
| Ronaldo Canedo              | ARENA   | 33.640  |            | Muriaé               | Minas Gerais       |
| Delfim Ribeiro              | ARENA   | 32.757  |            | Patrocínio do Muriaé | Minas Gerais       |
| Domingos Lanna              | ARENA   | 32.531  |            | Rio Casca            | Minas Gerais       |
| Jésus Trindade              | ARENA   | 32.433  |            | Barra Longa          | Minas Gerais       |
| José Honório                | ARENA   | 31.248  |            |                      |                    |
| Cícero Dumont               | ARENA   | 30.640  |            |                      |                    |
| Luiz Vicente                | ARENA   | 30.334  |            | Guaxupé              | Minas Gerais       |
| Nilson Gontijo              | MDB     | 30.284  |            | Bom Despacho         | Rio de Janeiro     |
| Olavo Costa                 | MDB     | 30.009  |            |                      |                    |
| Fernando Junqueira          | ARENA   | 29.828  |            |                      |                    |
| Lourival Brasil             | ARENA   | 29.818  |            | Estrela do Sul       | Minas Gerais       |
| Artur Fagundes              | ARENA   | 29.333  |            | Montes Claros        | Minas Gerais       |
| João Navarro                | ARENA   | 27.807  |            |                      |                    |
| Milton Lima                 | MDB     | 27.746  |            | Araguari             | Minas Gerais       |
| Luiz Alberto Rodrigues      | MDB     | 27.377  |            | Morrinhos            | Goiás              |
| Ruy da Costa Val            | ARENA   | 27.202  |            | Viçosa               | Minas Gerais       |
| Sylo Costa                  | ARENA   | 27.152  |            |                      |                    |
| Emílio Gallo                | ARENA   | 27.099  |            | Jaguaraçu            | Minas Gerais       |
| Sérgio Emílio               | MDB     | 27.075  |            | Conselheiro Lafaiete | Minas Gerais       |
| Humberto de Almeida         | ARENA   | 26.993  |            | Cássia               | Minas Gerais       |
| Mendes Barros               | MDB     | 26.932  |            | Nova Era             | Minas Gerais       |
| Cyro Maciel                 | ARENA   | 26.587  |            | Piranga              | Minas Gerais       |
| Emílio Haddad               | MDB     | 26.381  |            | Oliveira             | Minas Gerais       |
| Cássio Gonçalves            | MDB     | 25.733  |            | Itaúna               | Minas Gerais       |
| Dalton Canabrava            | MDB     | 25.679  |            | Curvelo              | Minas Gerais       |
| Camilo Machado              | ARENA   | 25.459  |            | Abadia dos Dourados  | Minas Gerais       |
| Luiz Junqueira              | MDB     | 25.429  |            |                      |                    |
| Fábio Vasconcelos           | ARENA   | 25.308  |            | Barra Longa          | Minas Gerais       |
| Rafael Caio                 | ARENA   | 25.307  |            | Guanhães             | Minas Gerais       |
| Genésio Bernardino          | MDB     | 24.896  |            | Mutum                | Minas Gerais       |
| Roberto Junqueira           | ARENA   | 24.314  |            | Poços de Caldas      | Minas Gerais       |
| Ademir Lucas                | MDB     | 24.267  |            | Esmeraldas           | Minas Gerais       |
| Narcélio Mendes             | ARENA   | 24.098  |            |                      |                    |
| Ferraz Caldas               | MDB     | 24.046  |            | Pedralva             | Minas Gerais       |
| Otacílio Miranda            | ARENA   | 23.827  |            | Lagoa da Prata       | Minas Gerais       |
| Kemil Kumaira               | MDB     | 23.199  |            | Teófilo Otoni        | Minas Gerais       |
| Pedro Narciso               | MDB     | 23.094  |            |                      |                    |
| Juarez Hosken               | ARENA   | 23.070  |            |                      |                    |
| Nelson Carvalho             | MDB     | 22.754  |            |                      |                    |
| Gomes Moreira               | MDB     | 22.470  |            |                      |                    |
| Neif Jabur                  | MDB     | 21.969  |            | Passos               | Minas Gerais       |
| Fulvio Fontoura             | ARENA   | 21.498  |            |                      |                    |
| Leão Borges                 | ARENA   | 21.463  |            |                      |                    |
| Hélio Resende               | ARENA   | 21.249  |            |                      |                    |
| Amilcar Padovani            | MDB     | 21.172  |            | Juiz de Fora         | Minas Gerais       |
| José Pereira da Silva       | MDB     | 20.912  |            |                      |                    |
| Paulo Ferraz                | MDB     | 20.157  |            |                      |                    |
| José Geraldo                | ARENA   | 20.110  |            |                      |                    |
| Carlos Lemos                | ARENA   | 20.009  |            | Pratinha             | Minas Gerais       |
| Renato de Freitas           | ARENA   | 19.768  |            |                      |                    |
| Geraldo da Costa Pereira    | MDB     | 19.369  |            | Divinópolis          | Minas Gerais       |
| Elmo Braz                   | MDB     | 19.268  |            |                      |                    |
| Rufino Neto                 | MDB     | 19.167  |            |                      |                    |
| Marcelo Caetano             | MDB     | 18.953  |            |                      |                    |
| Wilson Vaz                  | MDB     | 18.897  |            | Colatina             | Espírito Santo     |
| Fontes:                     |         |         |            |                      |                    |